# Pålsböle, Finström
Pålsböle är en by i Finströms kommun på Åland, cirka 4 kilometer nordväst om Godby. Pålsböle har 126 invånare (2018).

## Etymologi
Namnet Pålsböle kommer från mansnamnet Påval (Pål) och böle, som är ett vanligt bynamnled i Finland och är en avledning av bol, som har med nyodling att göra. 

## Beskrivning
Finströms kyrka, som är tillägnad Sankt Mikael, ligger i Pålsböle. Kyrkobyggnadens äldsta delar är från slutet av 1200-talet och den är den bäst bevarade medeltida byggnaden i Finland. Kyrkan är rikt utsmyckad med muralmålningar från 1400-talet.
Pålsböle skola lades ned omkring 2010, varvid verksamheten flyttades till Källbo skola i Godby. I den tidigare skolbyggnaden ligger sedan 2013 Ålands fotografiska museum.
Ålands folkhögskola ligger i Strömsvik strax väster om Pålsböle.

## Befolkningsutveckling
| Befolkningsutvecklingen i Pålsböle 2000–2015 | Befolkningsutvecklingen i Pålsböle 2000–2015 | Befolkningsutvecklingen i Pålsböle 2000–2015 | Befolkningsutvecklingen i Pålsböle 2000–2015 | Befolkningsutvecklingen i Pålsböle 2000–2015 |
| -------------------------------------------- | -------------------------------------------- | -------------------------------------------- | -------------------------------------------- | -------------------------------------------- |
|                                              |                                              |                                              |                                              |                                              |
| År                                           |                                              |                                              | Folkmängd                                    |                                              |
| 2000                                         | 2000                                         |                                              | 117                                          |                                              |
| 2005                                         | 2005                                         |                                              | 132                                          |                                              |
| 2010                                         | 2010                                         |                                              | 132                                          |                                              |
| 2015                                         | 2015                                         |                                              | 119                                          |                                              |